# Wiener Neustadt Diving Ducks
Die Wiener Neustadt Diving Ducks sind ein Baseball- und Softballverein aus Wiener Neustadt, Niederösterreich. Der Verein wurde im Jahr 1987 gegründet. Sie spielen mit ihrer ersten Frauen- beziehungsweise Herrenmannschaft jeweils in der Baseball League Austria, der höchsten Spielklasse Österreichs.